# NGC 3613
NGC 3613 је елиптична галаксија у сазвежђу Велики медвед која се налази на NGC листи објеката дубоког неба.
Деклинација објекта је + 58° 0' 2" а ректасцензија 11h 18m 35,9s. Привидна величина (магнитуда) објекта NGC 3613 износи 10,8 а фотографска магнитуда 11,8. Налази се на удаљености од 29,611 милиона парсека од Сунца. NGC 3613 је још познат и под ознакама UGC 6323, MCG 10-16-109, CGCG 291-49, PGC 34583.